# Среди добрых людей (фильм)
«Среди добрых людей» — советский художественный фильм, социальная драма, снятый в 1962 году режиссёрами Евгением Брюнчугиным и Анатолием Буковским на Киностудии имени А. Довженко.
Экранизация одноименной повести Григория Збанацкого.
Премьера фильма состоялась 26 ноября 1962 года. Один из лидеров кинопроката СССР 1962 года, занял 10-е место, его посмотрело 30,1 млн зрителей.

## Сюжет
Фильм рассказывает о судьбе русской девочки, которая потерялась во время Великой Отечественной войны. Для малышки Тани война началась с того, что она потеряла мать. Девочка потерялась в бешеном вихре событий. Судьба послала ей другую маму. Двухлетнюю девочку вскоре нашла украинская женщина Михайлина и взяла к себе, не сомневаясь в том, что она сможет стать ей настоящей матерью. Назвала её Наташей. Именно так поняла Михайлина детский лепет. С этого времени у Михайлины появилась дочь. Теперь это единственная её радость и отрада, ведь сын украинки погиб.
Закончилась война, понемногу люди приходят в себя от потерь и утрат, постепенно начинается мирная жизнь. Михайлина не нарадуется на приёмную дочь-отличницу, воспитанную и вежливую. А где-то горе разрывает сердце настоящей матери, женщины, у которой война отобрала всё. И если о муже и старшей дочери она знает, что они точно погибли, то о младшей не знает ничего. Но надежда остаётся и она продолжает искать своего ребенка…

## В ролях
- Вера Марецкая — Михайлина Ивановна Ясинь
- Софья Павлова — Ольга Дмитриевна
- Ирина Мицик — Наташа Ясинь, приёмная дочь Михайлины
- Юра Леонтьев — Роман
- Люда Забродская — Магда Залевская
- Борис Борисёнок — Никита Афанасьевич Марцинюк
- Юрий Критенко — Василий Свиридович Тихонюк, старший пионервожатый
- Нина Антонова — Ярошко
- Оксана Служенко — Таня
- Неонила Гнеповская — Анна Петровна, врач
- Леонид Данчишин — эпизод
- Софья Карамаш — мать Магды
- Ольга Ножкина — мать Ромы
- Анна Николаева — Анна Тимофеевна, больная
- Наталья Наум — медсестра
- Андрей Подубинский — Якоб, сын Михайлины
- Николай Рушковский — Аркадий, муж Ольги
- Николай Талюра — эпизод
- Владимир Волков — пленный
- Александр Толстых — пленный
- Вячеслав Воронин — немец-конвоир
- Витольд Янпавлис — немец-конвоир (нет в титрах)
- Василий Фущич — немец-конвоир
- Варвара Чайка — Мотря, тётка Ромы
- Борис Болдыревский — эпизод (нет в титрах)
- Павел Шкреба[укр.] — эпизод (нет в титрах)

## Съёмочная группа
- Сценарист — Григорий Збанацкий
- Режиссёры-постановщики — Евгений Брюнчугин, Анатолий Буковский
- Оператор — Валентина Тышковец
- Художники — Анатолий Мамонтов, Виктор Мигулько
- Композитор — Герман Жуковский
- Монтажёр — И. Карпенко
- Государственный симфонический оркестр УССР
- Дирижёр — Вениамин Тольба
- Директор картины — Татьяна Кульчицкая